# Makó (distrikt)
Makó är ett distrikt i Ungern. Det ligger i provinsen Csongrád-Csanád, i den centrala delen av landet, 180 km sydost om huvudstaden Budapest.